# Katharina zu Stolberg
Katharina zu Stolberg (* zwischen 30. Mai und 4. Juni 1463; † 19. August 1535 in Drübeck) war Äbtissin des Klosters Drübeck.

## Leben
Sie war die Tochter des Grafen Heinrich d. Ä. zu Stolberg (1433–1511). Bereits im Alter von sechs Jahren wird sie als Klosterfrau im Kloster Rohrbach bezeichnet, 1491 ist sie dort als Sangesmeisterin tätig. 1501 erfolgte ihre Wahl als Äbtissin im Kloster Drübeck. Diese Funktion übte sie 34 Jahre bis zu ihrem Tode 1535 aus. In ihren letzten Lebensjahren sah sie sich immer mehr den reformatorischen Einflüssen auf das Klosterleben ausgesetzt. Sie starb in der Nacht vom Donnerstag nach Mariä Himmelfahrt (19. August) 1535 und wurde im Chor der alten Stiftskirche begraben. Ihr künstlerisch gestalteter Grabstein von 1555, der vom Meister Christoph aus Halberstadt geschaffen wurde, befindet sich noch heute in der Klosterkirche Drübeck.
Auf ihrem Grabstein steht in lateinischer Sprache: „Catharina hofft, nach menschlichem Schicksal die Freude des ewigen Lebens in Christus zu genießen“.
| Personendaten    | Personendaten                          |
| ---------------- | -------------------------------------- |
| NAME             | Stolberg, Katharina zu                 |
| KURZBESCHREIBUNG | Äbtissin des Klosters Drübeck          |
| GEBURTSDATUM     | zwischen 30. Mai 1463 und 4. Juni 1463 |
| STERBEDATUM      | 19. August 1535                        |
| STERBEORT        | Drübeck                                |